# Indalmus inermipes
Indalmus inermipes es una especie de coleóptero de la familia Endomychidae.

## Distribución geográfica
Habita en Mindanao.